# Maçaners (Guixers)
Maçaners és una masia situada al municipi de Guixers, a la comarca catalana del Solsonès.